# Iperpigmentazione familiare progressiva
L’iperpigmentazione familiare progressiva è un disordine pigmentario a trasmissione autosomica dominante.

## Epidemiologia
Si tratta di una sindrome estremamente rara.

## Eziopatogenesi
L'iperpigmentazione familiare progressiva di tipo I è causata da mutazioni in un gene sconosciuto localizzato nel locus 19p13.1, quella di tipo II da mutazioni nel gene KITLG nel locus 12q22. KITLG codifica per il ligando di KIT, un recettore tirosin chinasico di membrana coinvolto in processi di differenziazione, migrazione, proliferazione e sopravvivenza cellulare.

## Clinica
È caratterizzata da chiazze iperpigmentate irregolari, ben demarcate alla cute e alle mucose. Le lesioni sono presenti dalla nascita o dalla prima infanzia e aumentano per numero e dimensioni con l'età.

## Diagnosi
La diagnosi è clinica.

## Trattamento
Non è disponibile alcun trattamento per questa sindrome.